# Municipio de Dodds (Dakota del Norte)
El municipio de Dodds (en inglés: Dodds Township) es un municipio ubicado en el condado de Nelson en el estado estadounidense de Dakota del Norte. En el año 2010 tenía una población de 44 habitantes y una densidad poblacional de 0,47 personas por km².

## Geografía
El municipio de Dodds se encuentra ubicado en las coordenadas 47°59′27″N 98°19′20″O / 47.99083, -98.32222. Según la Oficina del Censo de los Estados Unidos, el municipio tiene una superficie total de 94.1 km², de la cual 93,05 km² corresponden a tierra firme y (1,11 %) 1,05 km² es agua.

## Demografía
Según el censo de 2010, había 44 personas residiendo en el municipio de Dodds. La densidad de población era de 0,47 hab./km². De los 44 habitantes, el municipio de Dodds estaba compuesto por el 100 % blancos. Del total de la población el 0 % eran hispanos o latinos de cualquier raza.